# Деревня пенькозавода
Пенькозавод (баш. Пенькозавод) — деревня в Бакалинском районе Башкортостана, относится к Дияшевскому сельсовету. Живут русские (2002).
С 2005 современный статус.

## Географическое положение
Расположена на р.Сюнь.
Расстояние до:
- районного центра (Бакалы): 14 км,
- центра сельсовета (Дияшево): 3 км,
- ближайшей ж/д. станции (Туймазы): 63 км.

## История
Основана в 1930‑е гг. В связи со строительством Бакалинского пенькового завода как п.Пенькозавода (откуда и название).
Статус деревня, сельского населённого пункта, посёлок получил согласно Закону Республики Башкортостан от 20 июля 2005 года N 211-з «О внесении изменений в административно-территориальное устройство Республики Башкортостан в связи с образованием, объединением, упразднением и изменением статуса населенных пунктов, переносом административных центров», ст.1:

6. Изменить статус следующих населенных пунктов, установив тип поселения — деревня:
7) в Бакалинском районе:…

ю) поселка пенькозавода Дияшевского сельсовета

## Население
| 2002 | 2009 | 2010 |
| ---- | ---- | ---- |
| 171  | ↘169 | ↘129 |

Историческая численность населения: в 1939 — 56 чел.; 1959 — 141; 1989 — 183; 2002 — 171; 2010 — 129.
Национальный состав
Согласно переписи 2002 года, преобладающая национальность — русские (57 %).

## Инфраструктура
Население было занято на Бакалинском пеньковом заводе (закрыт в 2010).
Пенькозаводская начальная школа.